# Гилби (Северна Дакота)
Гилби (енгл. Gilby) град је у америчкој савезној држави Северна Дакота.

## Демографија
По попису из 2010. године број становника је 237, што је 6 (-2,5%) становника мање него 2000. године.
| Група             | 2000.       | 2010.       |
| Белци             | 227 (93,4%) | 214 (90,3%) |
| Афроамериканци    | 3 (1,2%)    | 0 (0,0%)    |
| Азијати           | 4 (1,6%)    | 0 (0,0%)    |
| Хиспаноамериканци | 9 (3,7%)    | 18 (7,6%)   |
| Укупно            | 243         | 237         |